# Курутія острівна
Куру́тія острівна (Cranioleuca dissita) — вид горобцеподібних птахів родини горнерових (Furnariidae). Ендемік Панами. Раніше вважався підвидом рудоспинної курутії, однак був визнаний окремим видом.

## Опис
Довжина птаха становить 15-16 см. Верхня частина тіла, тім'я, крила і хвіст рудувато-коричневі, надхвістя дещо світліше. Обличчя тьмяно-охристо-кремове з сіруватим відтінком, над очима рожевувато-охристі "брови". Горло біле, груди і живіт білі з охристим відтінком, боки рудувато-коричневі.

## Поширення і екологія
Острівні курутії мешкають на острові Коїба та на сусідньому острівці Ранчерія в Тихому океані на захід від Панами. Вони живуть в густому підліску вологих рівнинних тропічних лісів, на узліссях і в заболочених лісах. Загальна площа тропічних лісів на островах Коїба і Ранчерія оцінюється у 500 км²

## Поведінка
Острівні курутії живляться безхребетними, яких шукають серед рослинності і ліан, переважно на висоті від 7 до 10 м над землею. Сезон розмноження триває з грудня по липень. Гніздо кулеподібне з бічним входом, зроблене з кори і пальмових волокон, встелене м'якими матеріалами, прикріплюється до тонкої вертикальної гілки або ліани.

## Збереження
З 2020 року МСОП класифікує цей вид як такий, що не потребує особливих заходів зі збереження. За оцінками дослідників, популяція острівних курутій становить від 14 до 25 тисяч птахів.